# Бедржіх Сметана
Бе́држіх Фри́дрих Сме́тана (чеськ. Bedřich Frydrych Smetana, МФА: [ˈbɛdr̝ɪx frydryx ˈsmɛtana] ( прослухати); 2 березня 1824, Літомишль — 12 травня 1884, Прага) — чеський композитор. Основні твори — опера «Продана наречена», цикл із шести симфонічних поем «Моя Батьківщина».

## Життєпис
Народився у Літомишлі. Його батько Франц (Франтішек) Сметана (26 жовтня 1777, Садова — 12 червня 1857, Нове Місто над Метуї) вивчився броварником, мати Барбора Линкова (1791, Мілетін — 20 листопада 1864, Млада Болеслав) мала гарні музичні задатки. У п'ять років сина віддали навчанню до місцевого вчителя Яна Хмеліка — грав на фортепіано та скрипці. Тоді почав писати музику. Закінчивши початкову школу дочасно поступив на навчання до гімназії в місто Німецький Брід. Закінчив освіту Сметана в західночеському містечку Плзень. 
У жовтні 1843 року переїхав до Праги і вступив до музичної школи талановитого піаніста Йозефа Прокша. Під час навчання відвідував концерти Ференца Ліста, Мошелеса, Сигізмунда Тальберга, Клари Шуман. Писав в основному фортепіанні твори. Сонатою для фортепіано соль мінор закінчив навчання в школі Прокша в 1846 році.
Влітку 1848 року відкрив приватну музичну школу.
27 серпня 1849 року одружився зі своїм давнім коханням Катержиною Коларжовою (5 березня 1827, Клатови — 19 квітня 1859, Дрезден), згодом вони народили 4 дочки (троє померли). Упродовж 1856–1861 років жив у шведському місті Гетеборг, де продовжує творити музику. Повернувся до Чехії в 1859 році. Тоді ж померла його перша дружина. Під час перебування в Чехії часто відвідував Обржіст, де у 1860 році вдруге одружився з Барборою «Бетті» Фердинандовою (9 листопада 1840, Чорні Буди — 14 грудня 1908, Лугачовіце). Через рік повернувся до Швеції. Згодом претендував на вступ до Празької консерваторії, але не зміг цього здійснити через фінансові проблеми.
Проте успіх не забарився з операми «Брандербуржці в Богемії» (чеськ. Braniboři v Čechách) і «Продана наречена» (чеськ. Prodaná nevěsta). Згодом отримав премію за найкращу чеську оперу («Брандербуржці в Богемії»). Серйозний успіх прийшов з оперою «Продана наречена». Завдяки такому великому успіху в 1866 році він став диригентом оркестру театру.
Улітку 1874 року перестав чути на праве вухо, а наприкінці життя додалися й розумові розлади. 22 квітня 1884 року його перевезено до інституту для душевнохворих в Празі на Віноградех, де він і помер 12 травня 1884 року.

## Галерея

Пам'ятники
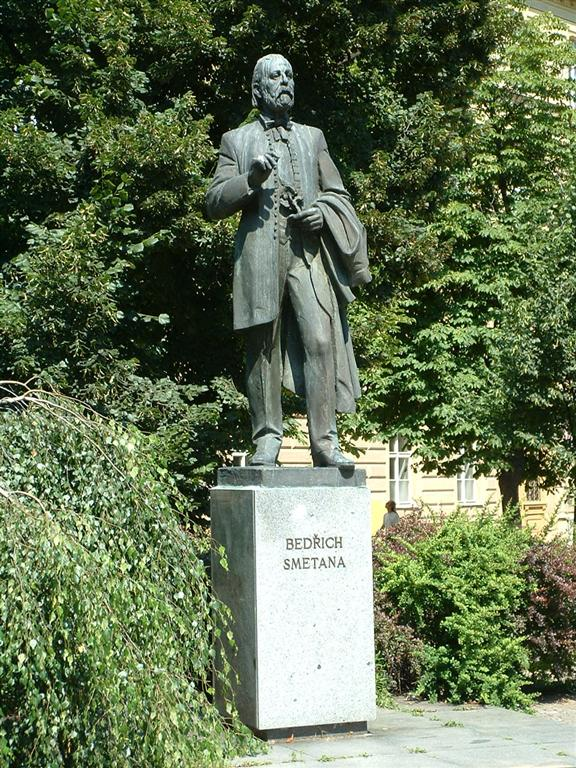
Пльзень
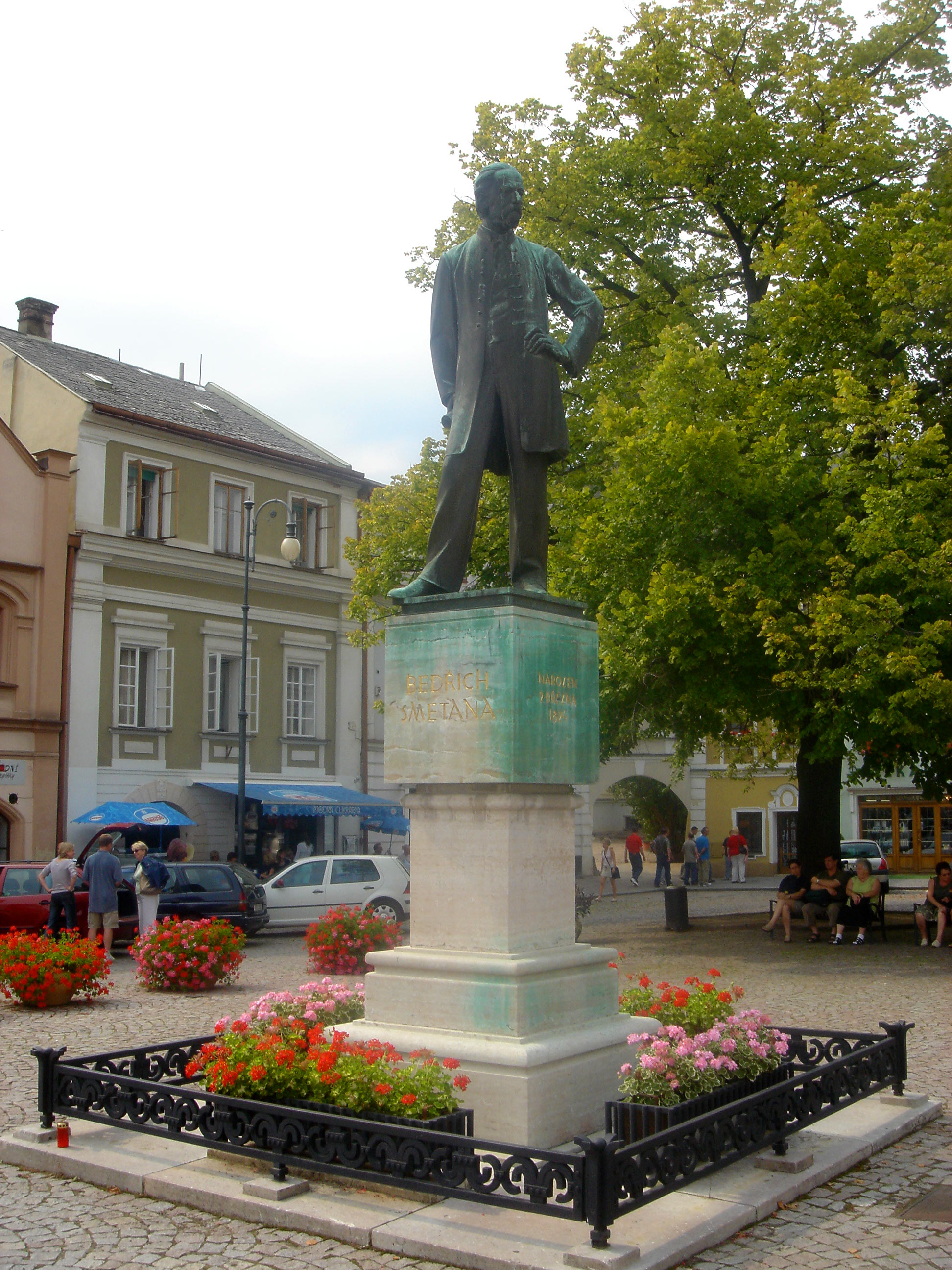
Літомишль
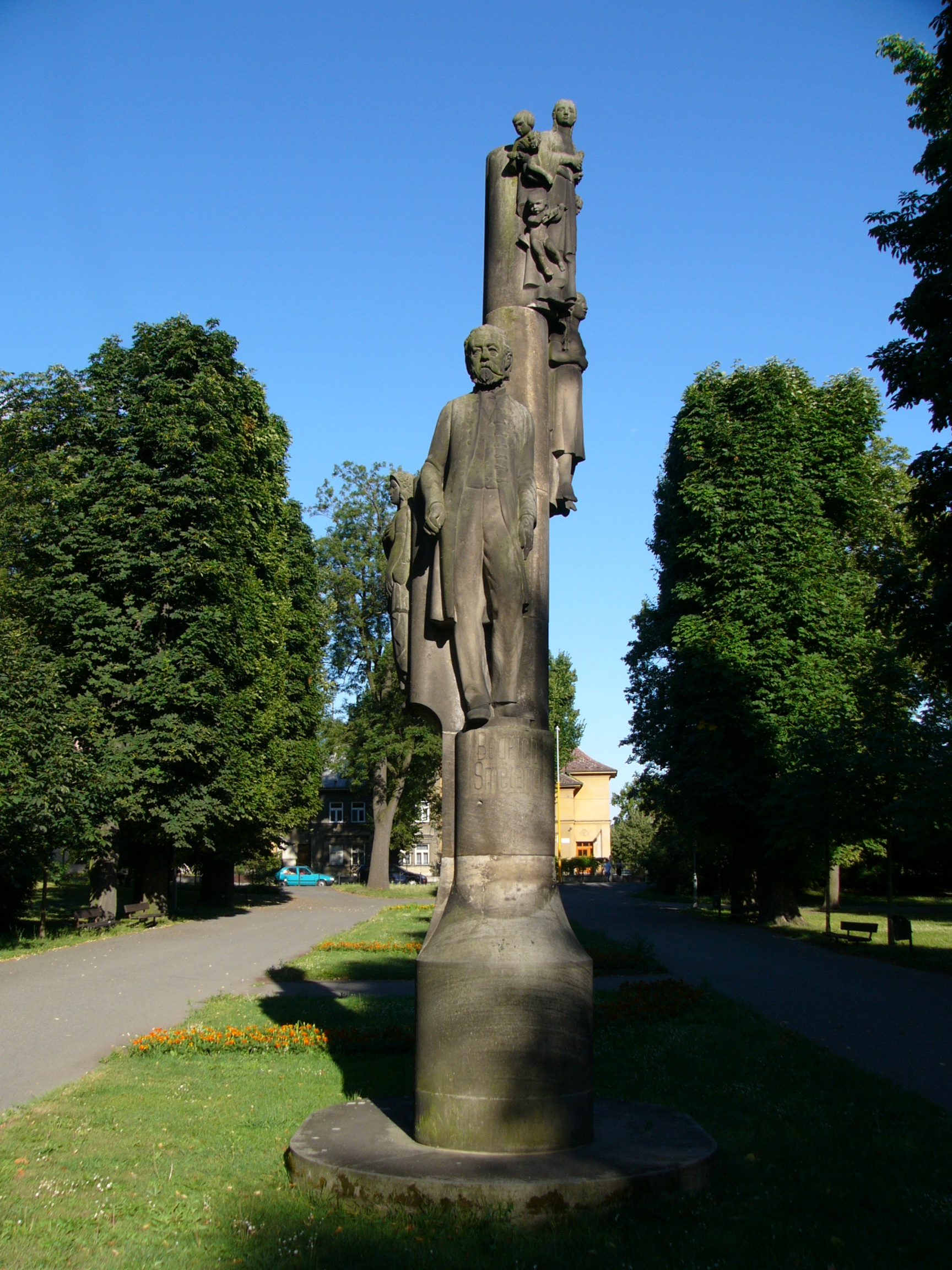
Оломоуць
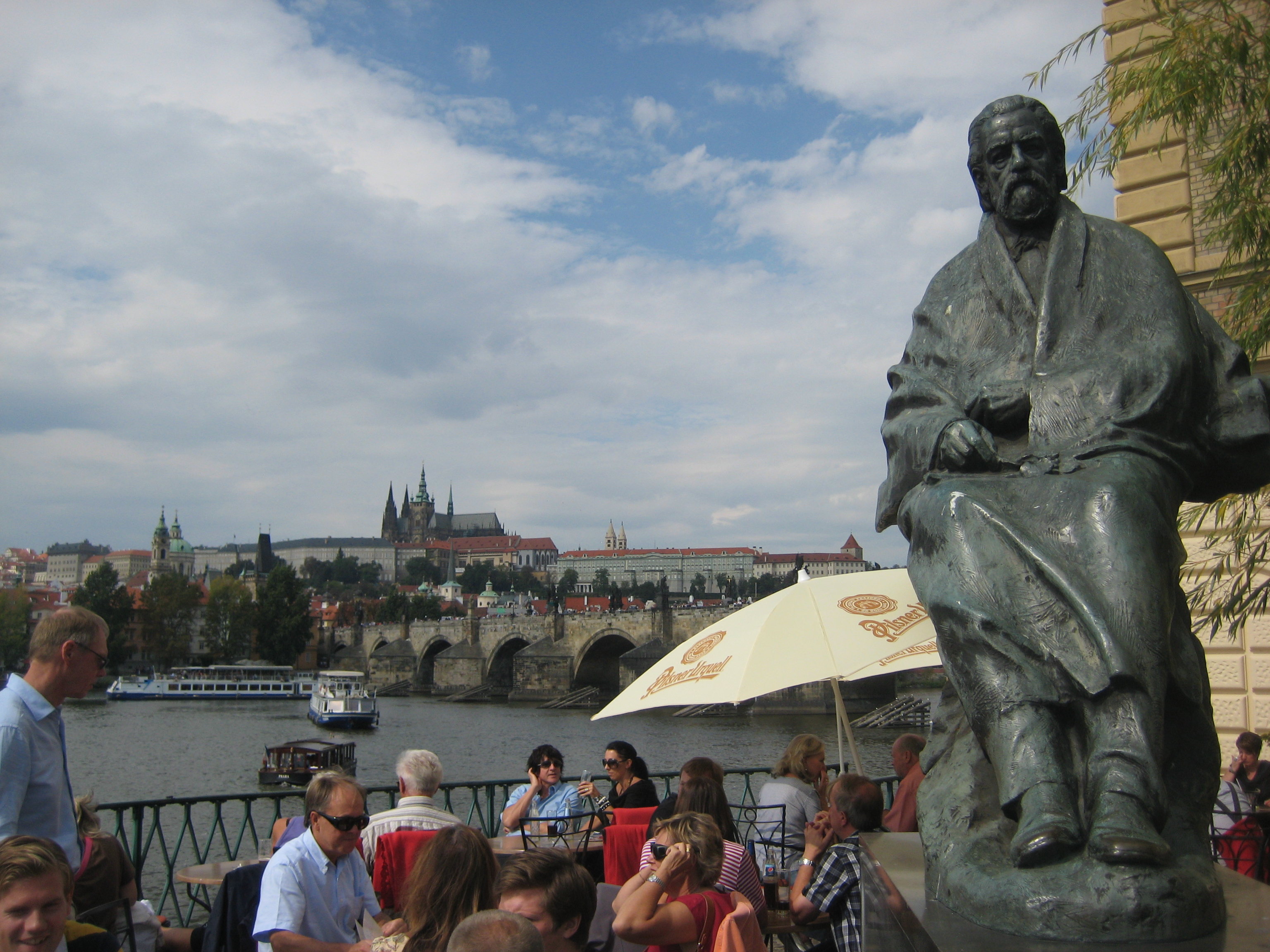
Празький Град
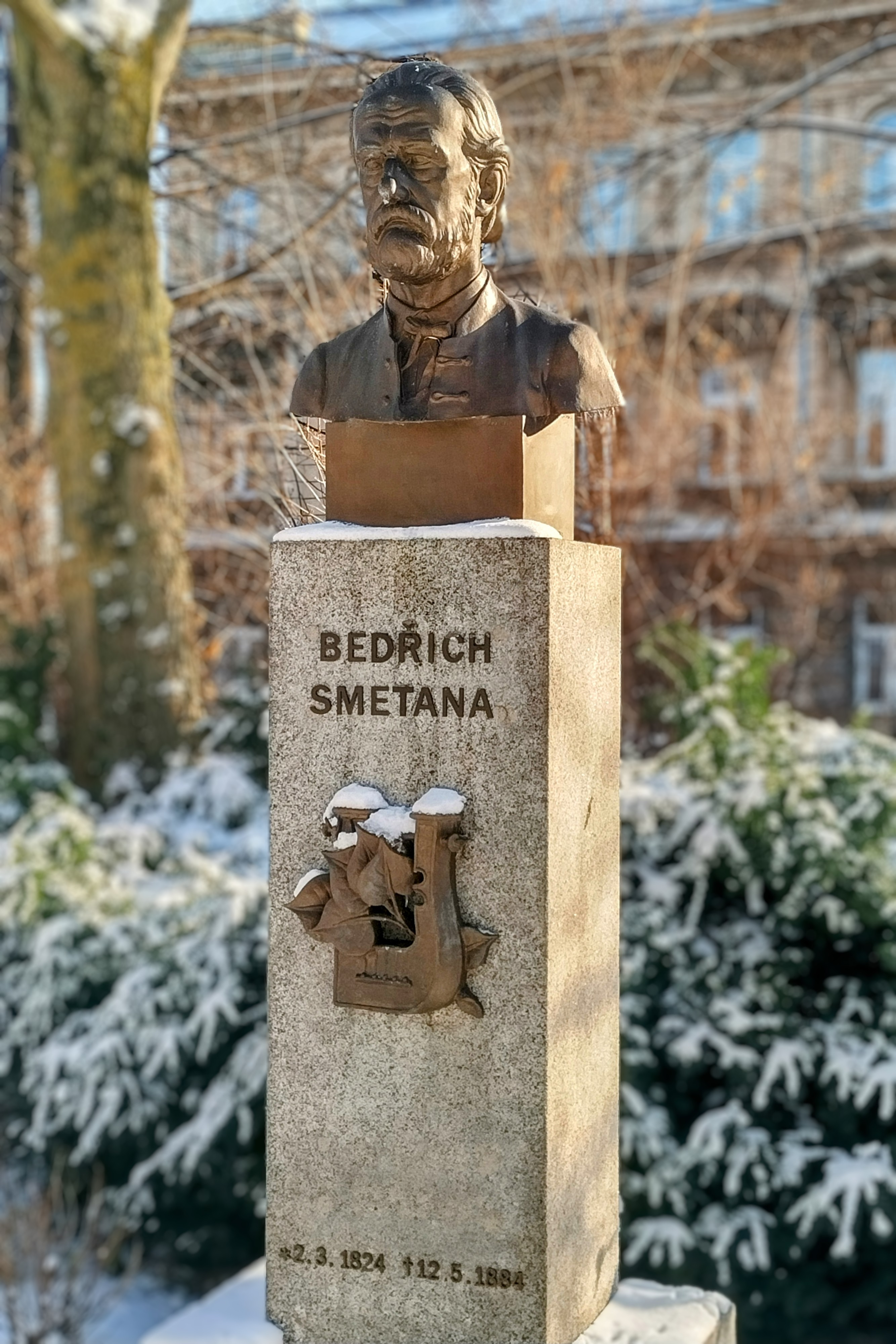
Опава
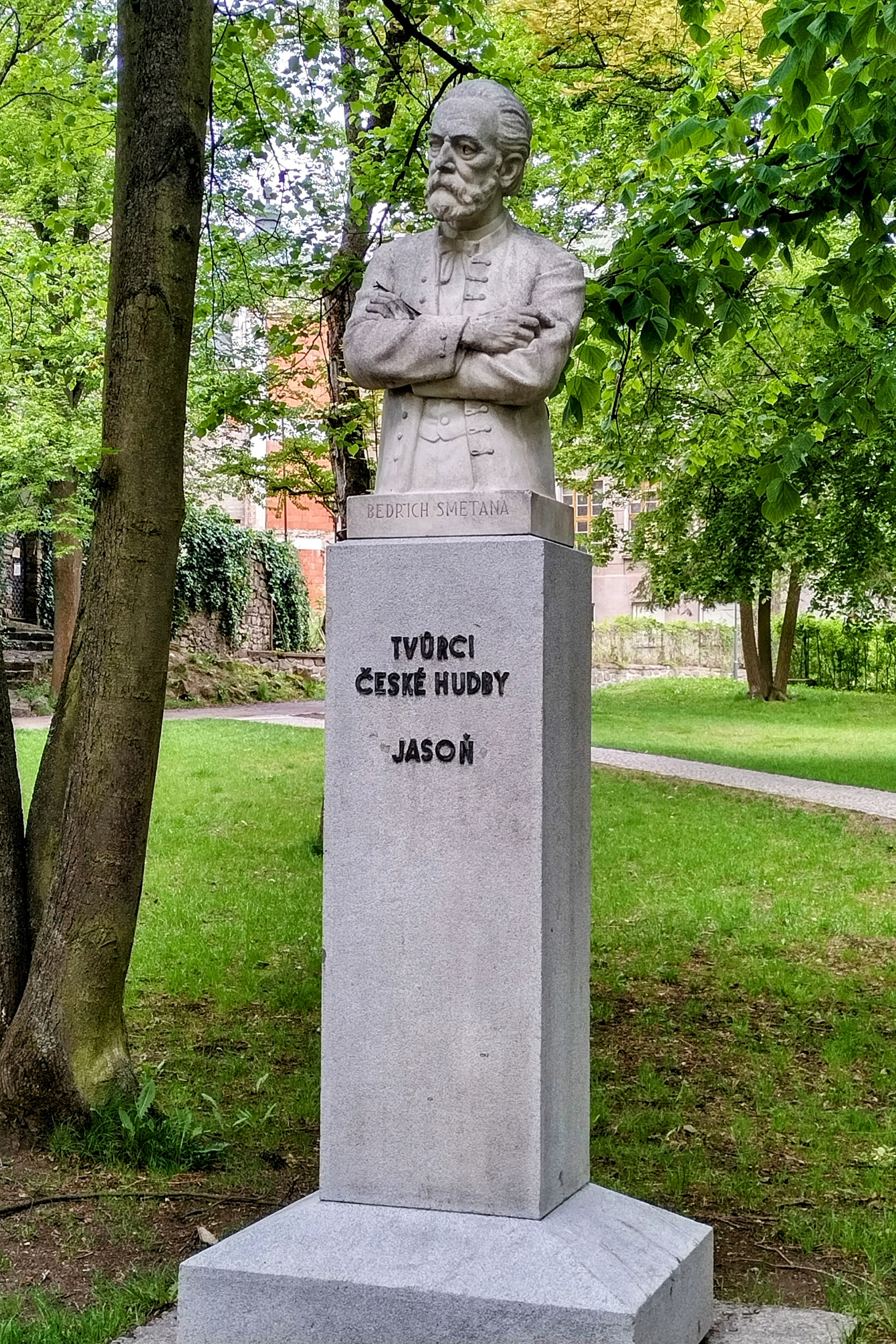
Гавличкув-Брод